# Lindoro Mascitelli
Lindoro Mascitelli (Gioia dei Marsi, 20 settembre 1835 – Gioia dei Marsi, 1897) è stato un politico italiano.
Operante nel settore agricolo, all'età di trent'anni alle elezioni suppletive, in seguito al ballottaggio del 31 dicembre 1865, fu eletto deputato nella IX legislatura del Regno d'Italia, in rappresentanza del collegio di Pescina.